# Silba
Pour les articles homonymes, voir Selve.
Silba (en italien, Selve), est une localité de la municipalité de Zadar et une petite île du nord de la Dalmatie dans le Détroit de Zadar (en croate Zadarski kanal), au sud du Petit Kvarner (en croate Kvarnerić) dans la mer Adriatique et en face de l'île de Pag.

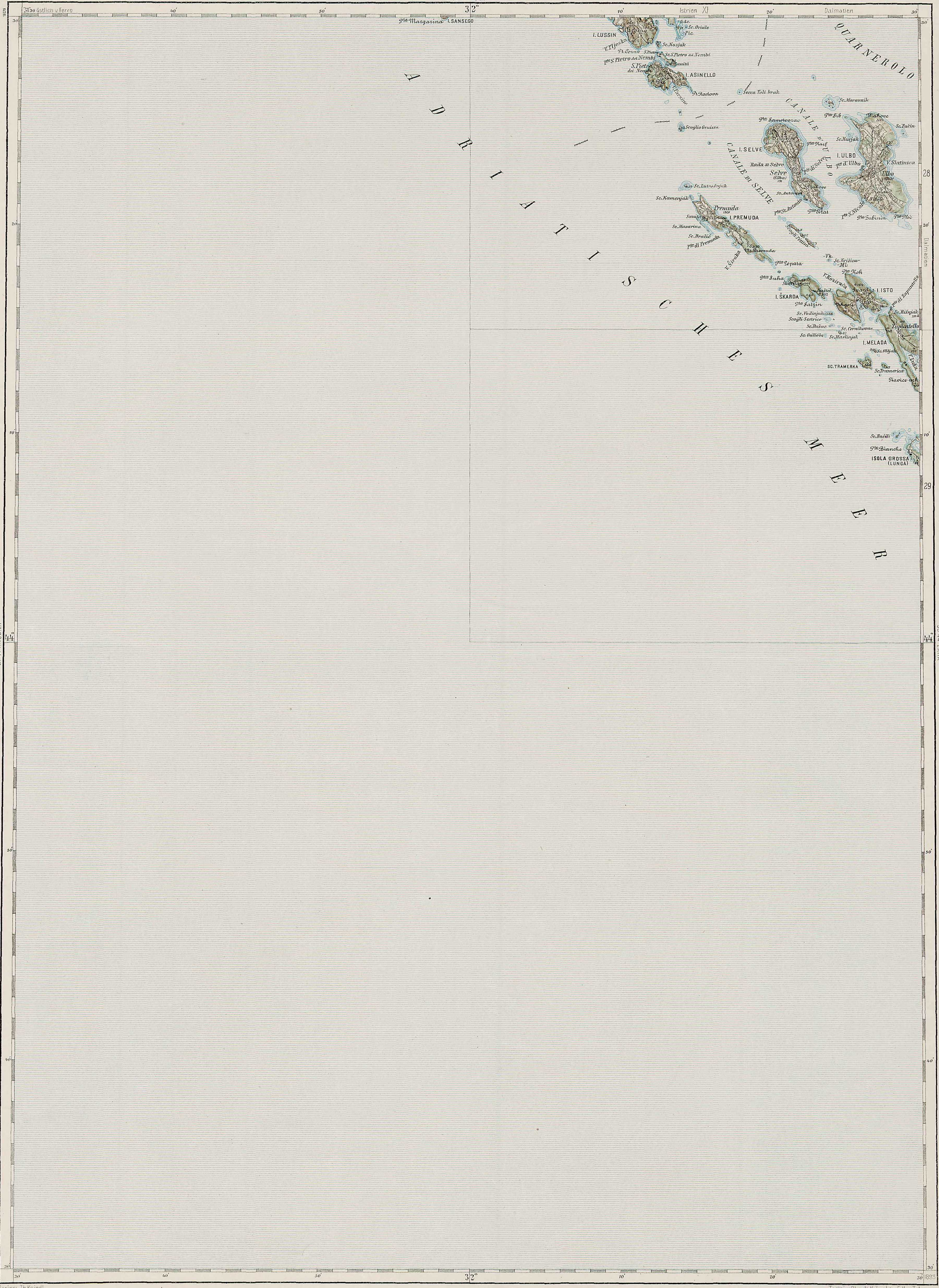
Ile de Selve, Adriatique

## Géographie
Silba est encadrée par les îles d'Ilovik et de Lošinj (6 milles au nord-ouest), Olib (3 milles à l'est), de Premuda (4 milles au sud-ouest), Škarda au sud, Ist et Molat au sud-ouest. Derrière Olib on peut voir le massif du Velebit et les îles de Susak (à l'ouest d'Ilovik) et Rab au nord.
Silba mesure 8 kilomètres de long et sa partie la plus étroite fait 700 m. C'est là que se trouve le seul village de l'île, qui se nomme aussi Silba et s'étend d'une rive à l'autre.

## Administration
Silba est une localité de la municipalité de Zadar et compte 265 habitants. Devant ce village se trouve la plage de Šotorišće. Le village est jumelé avec la commune de Thénac en Charente-Maritime (France)